# Трансферрин
Трансферрин — белок плазмы крови, который осуществляет транспорт ионов железа. Трансферрин представляет собой гликозилированый белок, который прочно, но обратимо связывает ионы железа. С трансферрином связано около 0,1 % всех ионов железа в организме (что составляет порядка 4 мг), однако ионы железа, связанные с трансферрином, представляют огромное значение для метаболизма. Трансферрин имеет молекулярную массу около 80 кДа и имеет два места связывания Fe3+. Сродство трансферрина очень высокое (1023 M−1 при pH 7,4), но оно прогрессивно снижается с понижением pH ниже нейтральной точки. Когда трансферрин не связан с железом, он представляет собой апопротеин.

## Механизм транспорта
Когда трансферрин связан с ионами железа, трансферриновый рецептор на поверхности клетки (например, предшественников эритроцитов в красном костном мозге) присоединяется к нему и, как следствие, проникает в клетку в пузырьке окаймлённом клатрином. Затем pH внутри пузырька понижается до 4-5 из-за работы протонных ионных насосов, превращая пузырёк в эндосому. При такой кислотности афинность трансферрина падает до 20-30% от начальной в крови (pH около 7,3), и ионы железа высвобождаются в энодосому. Рецептор перемещается обратно на поверхность клетки, снова готовый связывать трансферрин, вместе с ним трансферрин высвобождается обратно в кровь. Каждая молекула трансферрина может переносить сразу 2 иона железа Fe3+.
Ген, кодирующий трансферрин, у людей находится в участке третьей хромосомы 3q21. Исследования, проведённые на королевских змеях в 1981 году, показали, что наследование трансферрина происходит по кодоминантному механизму.

## Структура
У людей трансферрин представляет собой полипептидную цепочку, состоящую из 679 аминокислот. Это комплекс, состоящий из альфа-спиралей и бета-слоёв, которые формируют 2 домена (первый расположен на N-конце, а второй на C-конце). N- и C- концевые последовательности представлены шарообразными долями, между которыми находится участок связывания железа.
Аминокислоты, которые связывает ионы железа с трансферрином, идентичны для обеих долей: 2 тирозина, 1 гистидин, 1 аспарагиновая кислота. Чтобы связать ион железа, требуется анион, предпочтительно карбонат-ион (CO32−).
У трансферрина также есть трансферриновый рецептор: это дисульфидно-связанный гомодимер. У людей каждый мономер состоит из 760 аминокислот. Каждый мономер состоит из 3 доменов: апикальный домен, спиральный домен, протеазный домен.

## Распределение в тканях
Печень является основным источником производства трансферрина, но и другие ткани, например мозг, также производят эти молекулы. Главная роль трансферрина — доставка железа из центров поглощения в двенадцатиперстной кишке и переваривания эритроцитов макрофагами ко всем тканям. Особенно важную роль трансферрин играет в активном делении клеток, например, при кроветвороении.
К трансферринам принадлежит собственно белок под названием трансферрин, а также овотрансферрин, лактоферрин, меланотрансферрин, ингибитор угольной ангидразы, саксифилин, основной белок желтка морских ежей, crayfish protein, пацифастин, белок зелёных водорослей.

## Иммунная система
Трансферрины принимают участие в обеспечении врождённого иммунитета. Трансферрины присутствуют в слизистых оболочках, где связывают ионы железа. В результате снижения концентрации свободных ионов железа, лишь незначительная часть бактерий способна размножаться в таких условиях.
Показатели нормы (г/л) при анализе на трансферрин могут быть различны для детей и взрослых, мужчин и женщин (у женщин он несколько выше), но в целом содержание трансферрина должно находиться в пределах от 1,3 до 3,8.
Концентрация трансферринов снижается при воспалительных процессах,, нефротическом синдроме, циррозе печени, гемохроматозе и некоторых других состояниях. Низкая концентрация трансферрина была ассоциирована с функциональным дефицитом железа при онкологических заболеваниях.
В большинстве случаев железодефицитная анемия сопровождается повышением уровня трансферрина. В ряде случаев (врождённая антрансферринемия, наличие антител к трансферрину, снижение трансферрина за счет общего дефицита белка) железодефицитная анемия, напротив, может быть обусловлена нарушением транспорта железа в связи с пониженным уровнем трансферрина.

## Другие эффекты
Металлосвязывающие свойства трансферрина очень сильно влияют на биохимию плутония у людей. Трансферрин обладает бактерицидным действием, так как делает Fe3+ недоступным для бактерий. Местный гемосидероз - способен повышать общий уровень трансферрина, что может объяснить многие эффекты аутогемотерапии. 

## Этнический полиморфизм
Некоторые варианты трансферрина встречаются чаще в популяциях определённой антропологической группы. Так, TF*DChi является маркёром монголоидных популяций и он широко распространён в Восточной Азии. Варианты, отличающиеся от наиболее распространённого типа TF CC, встречались редко, поэтому информативность этой системы с популяционно-генетических позиций была невелика. С введением в практику метода изоэлектрофокусирования была установлена генетическая гетерогенность варианта C. Два наиболее распространённых аллеля TF*C1 и TF*C2 присутствуют во всех популяциях. У европейцев и американских белых TF*C1 встречается с частотой 75—78 %. TF*C2 среди них варьирует с частотами 13—19 %, пределы колебания в азиатских популяциях составляют от 15 до 34 %. Оценка частоты TF*C3 представляется полезной в популяционно-генетических исследованиях. Этот аллель встречается с частотой 4—7 % в европеоидных группах, с частотой 1—4 % в популяциях Индии, спорадические случаи встречаемости этого фактора в Восточной Азии, некоторых группах Тихоокеанского бассейна и у американских негров. В других популяциях он полностью отсутствует. По мнению ряда авторов, аллель C3, видимо, имеет европейское происхождение. Существует ещё свыше 10 подтипов TF*C.